# 트래비스 스티븐스
트래비스 스티븐스(영어: Travis Stevens, 1986년 2월 28일~)는 미국의 유도 선수이다. 올림픽에 3회 참가했고 세번째 올림픽인 2016년 하계 올림픽에서 남자 하프미들급 은메달을 획득했다.